# Holger Pohland
Holger Pohland (República Democrática Alemana, 5 de abril de 1963) es un atleta alemán retirado especializado en la prueba de 60 m vallas, en la que consiguió ser subcampeón europeo en pista cubierta en 1989.

## Carrera deportiva
En el Campeonato Europeo de Atletismo en Pista Cubierta de 1989 ganó la medalla de plata en los 60 m vallas, con un tiempo de 7.65 segundos, tras el británico Colin Jackson (oro con 7.59 segundos) y por delante del francés Philippe Tourret.